# Illustration
Illustration handler om at klargøre og visualisere idéer, så de er lettere at forstå og arbejde med. Udtrykket at illustrere bruges i flere sammenhænge, for eksempel i det skrevne ord eller i tegning. At illustrere noget gennem tekst er ofte at koge en ide ned til de vigtigste punkter, så man med enkelt og direkte sprog kan formidle den samme ide, bare kortere og nemmere at forstå. Det kan man for eksempel gøre med en analogi eller ved hjælp af sammenligninger. Illustration som visualisering kan inddrage tegning, maling eller andre kreative medier, hvor man forsøger at formidle noget visuelt – et billede siger mere end tusind ord. Der kan være tale om alt fra fulde malerier sat i sammenhæng med et andet medie, ofte en tekst eller en sang, til små figurer og diagrammer i en fagbog.

## Visuel illustration
Illustrationer er bedst kendt fra bøger. Det kan være alt fra tegninger af en scene i en historie til et fotografi af en ide i praksis i en fagbog. En tegneserie er en sekvens af illustrationer, der formidler en hel historie. Grænserne for, hvad og hvordan man kan illustrere noget, er meget få. Man kan også blande medier – det er filmatiserede bøger et godt eksempel på.
Det vil sige, at en illustration sagtens kan være en tegning og et fotografi på samme tid. Eller mange andre ting. Faktisk er der meget få grænser for, hvad man kan gøre for at illustrere en ide visuelt. Det skal dog ikke betyde, at illustration er synonym med kunst. En god visuel illustration viser noget klart og ligefremt, så den med det samme og med så lidt som mulig ekstra forklaring formidler det, den skal vise. Hvad den viser er ikke subjektivt, og publikum behøver aldrig virkelig at skulle gætte sig til, hvad den viser.
Visuel illustration benyttes professionelt i design og produktudvikling, hvor tegninger, malerier eller 3d-modeller kan forklare et design eller én af et produkts funktioner på idéstadiet, før det endelige produkt udvikles. I underholdningsindustrien findes der desuden en speciel type illustrator, en concept artist, som på en lidt mere kunstnerisk måde designer f.eks. figurer, monstre eller maskiner i film og computerspil.